# 2 Palas
2 Palas ou Pallas (asteroide 2) é um asteroide, descoberto em 28 de Março de 1802 por Heinrich Olbers, e assim denominado em honra à deusa grega da sabedoria. É o terceiro maior corpo do cinturão de asteroides entre Marte e Júpiter e também o maior corpo da família Palas. Estima-se que a suas dimensões sejam 558 × 526 × 532 km. A sua composição é única, mas bastante similar à dos asteroides do tipo B.

## História
Em 1801, o astrónomo Giuseppe Piazzi descobriu um objeto que inicialmente confundiu com um cometa.
Pouco tempo depois, Piazzi anunciou suas observações deste objeto, notando que seu movimento lento e uniforme, não era característico de um cometa, sugerindo que seria um objeto diferente.
Durante vários meses, o objeto foi perdido de vista, mas posteriormente Franz Xaver von Zach e Heinrich W. M. Olbers o recuperaram, utilizando como base uma órbita preliminar calculada por Friedrich Gauss.
Este objeto foi batizado por Ceres, e foi o primeiro asteroide a ser descoberto.
Alguns meses depois, em Bremen, Olbers estava tentado localizar de novo o asteroide Ceres, quando observou outro objeto novamente na vizinhança. Era o asteroide Palas, por coincidência passava perto de Ceres naquele tempo.
A descoberta deste objeto causou um grande interesse pela comunidade astronómica: ante deste momento os astrónomos especulavam que devia existir um planeta entre Marte e Júpiter, e Olbers havia encontrado um segundo objeto.
A órbita de Palas foi determinada por Gauss, quando encontrou que o período de 4,6 anos era similar ao período de Ceres. Entretanto, Palas teria uma inclinação orbital relativamente elevada ao plano da eclíptica.
Em 1917, o astrónomo japonês Kiyotsugu Hirayama começou a estudar os movimentos dos asteroides. Observando um grupo de asteroide e baseados em seu movimento orbital médio, inclinação e excentricidade, descobriu diversos agrupamentos distintos. Hirayama relatou um grupo de três asteroides associados com o Palas, que os nomeou a Família Palas, usando o nome do membro maior do grupo.
Desde de 1994 mais de dez membros desta família foram identificados. (os membros têm a afélio = 2,50–2,82 AU; inclinação = 33–38°.)
A existência da família foi finalmente confirmada em 2002 mediante comparação dos seu espectros.
Palas foi observado ocultando uma estrela, por diversas vezes, incluindo o melhor observação de todos os eventos de ocultação de asteroides em 29 de maio de 1983, quando as medidas do sincronismo da ocultação foram tomadas por 140 observadores. Estes ajudaram a determinar o diâmetro exato.

## Características

Comparação de tamanho: os primeiros 10 asteroides com a Lua da Terra. Palas é o segundo da esquerda para a direita.

Palas é o terceiro maior objeto da cintura de asteroides, similar a 4 Vesta em volume, mas com menos massa. Em comparação, a massa de Palas equivale arredondadamente a 0,3% da massa da Lua. Tanto Vesta como Palas têm tido o título de "o segundo maior" em alguns momentos da história.

## Estudos sobre Palas
Palas tem sido observado ocultando uma estrela por várias vezes. Medições cuidadosamente dos tempos de ocultação tem ajudado a o dar o diâmetro preciso.
Mas se estima que junto a Ceres são os únicos corpos da cintura de asteroides de forma esférica.
Durante a ocultação de 29 de maio de 1979 se informou do descobrimento de um possível satélite diminuto com um diâmetro de 1 km. Esta descoberta não foi confirmada.
O elemento químico paládio (número atômico 46) foi batizado em homenagem ao asteróide Palas.[carece de fontes?]